# Сьодзьо-ай
Сьодзьо-ай (яп. 少女 дівчина + 愛 любов) — жанр манґи і аніме, що зображає жіночі гомосексуальні стосунки. Найчастіше про любов між ними або дуже близьку дружбу з любовним акцентом.
Вважається також, що сьодзьо-ай — це не зовсім те ж саме, що Юрі. У сьодзьо-ай відсутні відверті сексуальні сцени. Цікаво, що якщо яой популярний майже виключно серед жінок, то сьодзьо-ай популярний перш за все не серед чоловіків, а серед дівчат. Відповідно цей жанр орієнтований перш за все на жіночу аудиторію.

## Етимологія
Різниця між «юрі» і «сьодзьо-ай» варіюється і може стиратися, залежно від країни і її мови. Буквальне слово «юрі» переводиться як «лілія», це доволі поширене японське жіноче ім'я. У 1971 році Іто Бунгаку, редактор журналу «Barazoku» називав лесбійок «Юрідзоку». Пізніше юрійне хентай-доджінки включили ім'я «Юрі» і «Юріко».
Термін «сьодзьо-ай» в Японії зайвий і не використовується, в інших країнах він застосовується для вказівки відсутності лесбійських сексуальних відносин у творі. В Інтернеті «сьодзьо-ай» використовується замість «юрі» ще і тому, що пошукові машини видають для другого слова дуже багато сторонніх матеріалів.
Сексуальна ідентифікація в аніме і манзі часто зображає не сексуальні особливості персонажа, а способи його взаємодії з оточуючими. Жанр сьодзьо-ай в аніме і манзі відомий зображенням бісексуальних персонажів без чітко вираженої орієнтації.